# Alfred Riedl (Politiker)

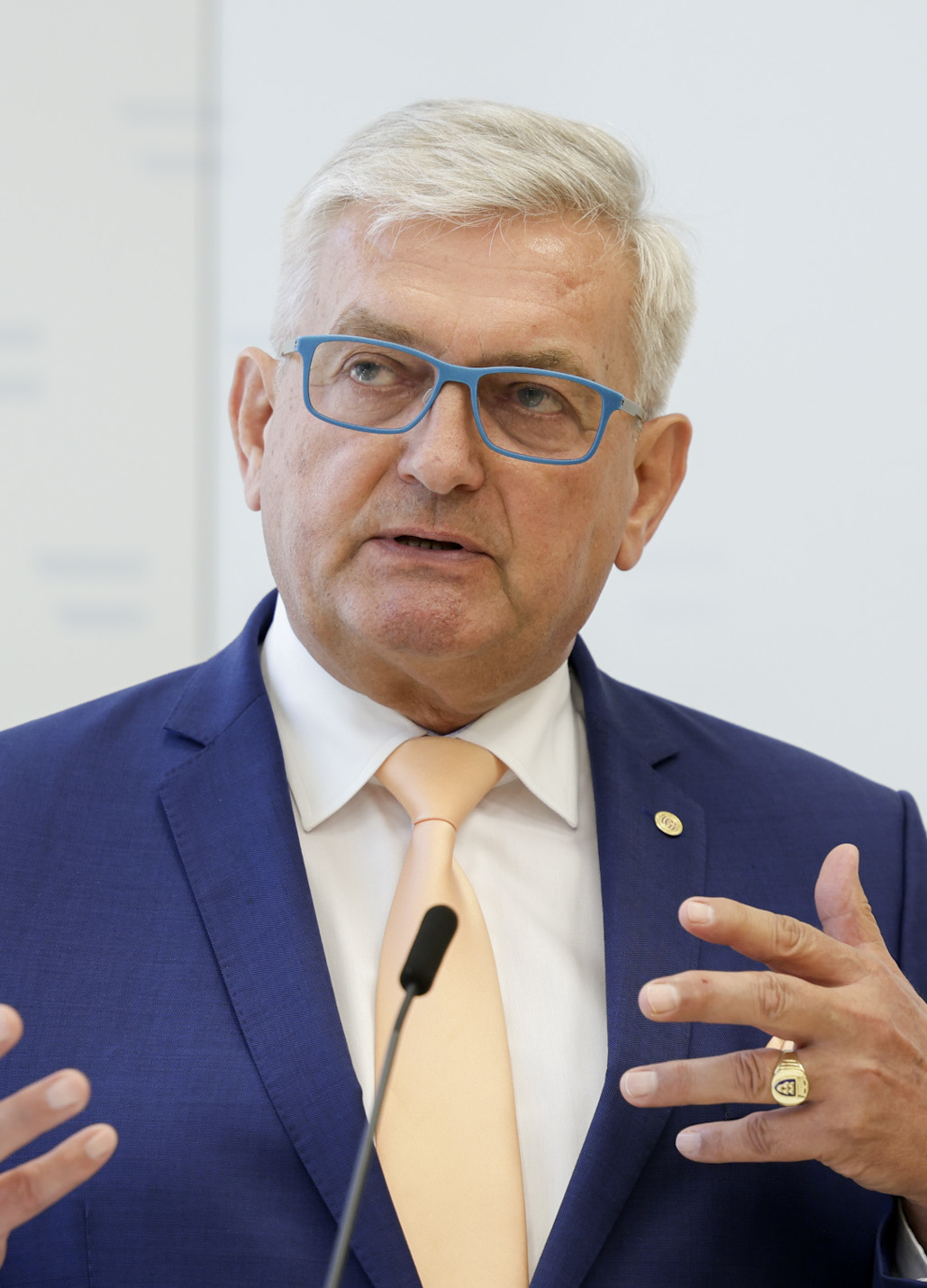
Alfred Riedl (2021)

Alfred Riedl (* 7. November 1952 in Grafenwörth) ist ein österreichischer Wirtschaftstreuhänder und Politiker (ÖVP). Ab 2017 bis zu seinem Rücktritt 2024 war er Präsident des Österreichischen Gemeindebundes, seit 1990 ist er Bürgermeister von Grafenwörth. Riedl war von 1998 bis 2018 Abgeordneter zum Landtag von Niederösterreich.

## Leben
Alfred Riedl wurde am 7. Juni 1952 als Sohn des Landwirtehepaares Anna und Alfred Riedl in der niederösterreichischen Marktgemeinde Grafenwörth geboren. Nach dem Besuch der örtlichen Volksschule von 1959 bis 1963 absolvierte er von 1963 bis 1967 die Hauptschule in der Nachbargemeinde Kirchberg am Wagram. Nach dem Pflichtschulabschluss besuchte Riedl von 1967 bis 1972 das Francisco Josephinum in Wieselburg und schloss seine Schulbildung mit der Matura ab. Nach der Ableistung des ordentlichen Präsenzdienstes beim österreichischen Bundesheer in den Jahren 1972 und 1973 studierte er ab 1973 an der Wirtschaftsuniversität Wien und erwarb im Jahre 1978 den akademischen Grad Mag. rer. soc. oec. Während des Studiums der wirtschaftspädagogischen Studienrichtung war er auch als Sondervertragslehrer an der Handelsakademie II der Wiener Kaufmannschaft tätig. Nach Abschluss des Studiums war er daraufhin bis Ende des Schuljahres 1984/1985 als Vertragslehrer angestellt. Parallel dazu ließ er sich zum Steuerberater ausbilden und gründete im September 1985 seine eigene Steuerberatungskanzlei in Tulln. In den folgenden Jahrzehnten baute er seine Kanzlei immer weiter aus, sodass auch Standorte in Krems, Korneuburg und St. Pölten entstanden.
Seine politische Karriere begann Riedl in der Gemeindepolitik. Er ist seit 1985 Mitglied des Gemeinderates Grafenwörth und wurde 1986 zum Obmann des Prüfungsausschusses gewählt. Seit 1990 bekleidet er das Amt des Bürgermeisters. Des Weiteren ist Riedl seit 1991 Mitglied im Landesvorstand des Gemeindevertreterverbandes der ÖVP Niederösterreich und hatte von 1996 bis 2001 das Amt des Vizepräsidenten inne. Ab 2001 war er dessen Präsident. Ab dem 16. April 1998 vertrat Riedl die ÖVP im Niederösterreichischen Landtag. Seit 1997 ist Riedl auch Mitglied des Präsidiums des Österreichischen Wirtschaftsbundes und dessen Finanzreferent. Ab 2007 war er Vizepräsident und ab 2017 als Nachfolger von Helmut Mödlhammer Präsident des Österreichischen Gemeindebundes. Diesem gehörte er davor unter anderem auch von 1999 bis 2007 als Vorsitzender des Finanzausschusses an. Nach der Landtagswahl in Niederösterreich 2018 schied er aus dem Landtag aus.
Am 29. Juni 2021 übergab Alfred Riedl nach 20 Jahren als Präsident des Niederösterreichischen Gemeindebundes an seinen bisherigen Vizepräsidenten Bürgermeister Johannes Pressl.
In Grafenwörth wurde anlässlich seines 60. Geburtstags das Alfred-Riedl-Stadion nach ihm benannt.
Am 22. Februar 2024 trat Riedl als Präsident des österreichischen Gemeindebundes zurück und kam so seiner Abwahl aufgrund des Skandals um die Siedlung Sonnenweiher zuvor.

## Bauprojekte
Er setzte sich dafür ein, das Projekt „Friedensstupa“ nach Grafenwörth zu holen, nachdem es in Gföhl und später in Schwarzenbach an der Gegnerschaft der lokalen Bevölkerung gescheitert war. Auch in Grafenwörth formierte sich Gegnerschaft, auch aus Umweltschutzgründen. 2019 konnte der Bau fertiggestellt werden, 2023 wurde er feierlich eingeweiht.

## Skandal um Grundstücksverkäufe
Ein von Korruptionsvorwürfen überschattetes Projekt ist die Siedlung Sonnenweiher. 2021 sorgte es erstmals für Aufregung, als durch Recherchen der Kronen Zeitung und des Profil bekannt wurde, dass Riedl durch den An- und Verkauf von Grundstücken durch die von allen Fraktionen im Gemeinderat einstimmig beschlossene Umwidmung von Grün- auf Bauland eine Million Euro verdient haben soll. Kritisiert wurde dabei auch die enorme Bodenversiegelung. 2023, nach dem Einzug der ersten Bewohner, griff die Wiener Zeitung das Thema erneut auf. So wurde bekannt, dass Riedl die Grundstücke zur Realisierung des Projekts Sonnenweiher im Jahr 2019 an eine Wiener Projektentwicklungsfirma verkaufte. Darüber hinaus soll das Land Niederösterreich mit einem nicht-öffentlichen Gutachten dazu beigetragen haben, dass das Projekt realisiert werden konnte. Außerdem soll Riedl die Umwidmung ermöglicht haben durch Zahlung eines Kostenbeitrags in Höhe von 350.000 Euro aus dem Grafenwörther Gemeindebudget an die Autobahnen und Schnellstraßen Finanzierungs Aktiengesellschaft bei einer von der ASFINAG nicht für notwendig gehaltenen Erhöhung einer Lärmschutzwand entlang der von Riedl privat gehaltenen Grundstücke, welche aufgrund dessen eine erhebliche Wertsteigerung erfuhren. Von politischer Seite wurde Riedl Amtsmissbrauch von Widmungskorruption vorgeworfen.
Von der Wiener Zeitung wurden im Juli 2023 weitere Grundstück-Deals im Ortsteil Waasen aufgedeckt.
Am 25. Juli 2023 stellte Riedl sein Amt als Präsident des Gemeindebundes ruhend, die Vizepräsidenten Erwin Dirnberger und Andrea Kaufmann übernahmen seine Aufgaben im Gemeindebund bis zur nächsten Sitzung des Bundesvorstandes. Im Februar 2024 trat Riedl als Präsident des Gemeindebundes zurück. Zu seinem Nachfolger wurde Johannes Pressl gewählt.
Landesrat Ludwig Schleritzko (ÖVP) beauftragte die Gemeindeaufsicht des Landes Niederösterreich, alle Grundstücksankäufe und -verkäufe der Gemeinde in den vergangenen 15 Jahren zu prüfen und Landeshauptfrau Johanna Mikl-Leitner (ÖVP) bezeichnete die Grundstück-Deals in einer ersten Stellungnahme als „sehr schlechte Optik“.

## Auszeichnungen
- 2008: Großes Silbernes Ehrenzeichen für Verdienste um die Republik Österreich[19]
- 2012: Silbernes Komturkreuz des Ehrenzeichens für Verdienste um das Bundesland Niederösterreich
- 2019: Goldenes Komturkreuz des Ehrenzeichens für Verdienste um das Bundesland Niederösterreich[20]